# Ctenochira rubella
Ctenochira rubella là một loài tò vò trong họ Ichneumonidae.